# Theodor Heurlin
Knut Theodor Heurlin, född 8 september 1867 i Adolf Fredriks församling i Stockholm, död 26 maj 1953 i Spånga, var en svensk målare, tecknare och illustratör. 
Han studerade på Tekniska skolan och konstakademien, även i Finland och Norge. Han har utfört impressionistiska landskap i ljusa färger, gjort kolteckningar till bibliska ämnen samt ritat karikatyrer, bland annat åt skämttidningen Strix. Han var son till redaktören Frithiof Heurlin, bror till arkitekten Erland Heurlin samt halvbror till konstnären Johan Heurlin. Se vidare släktartikel.